# ロゴス・ホープ

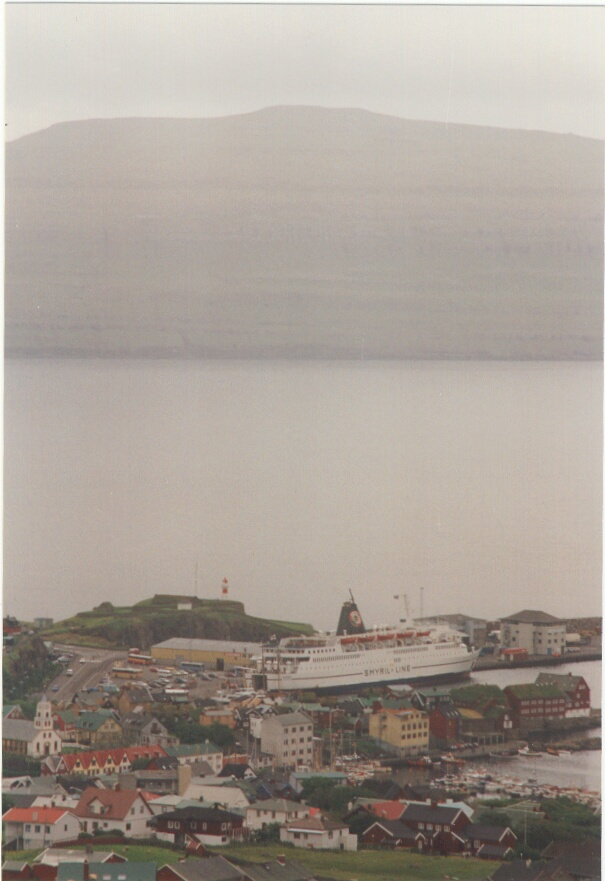
トースハウン港における「ノローナ」（ロゴス・ホープの前身）1997年

ロゴス・ホープ (Logos Hope) はOM傘下のドイツの宣教団体であるグーテ・ビュッヒャー・フュア・アレ（Gute Bücher für Alle, GBA）が保有する大型船である。
1973年にスウェーデンのマルメとドイツのトラフェミュンデを結ぶフェリー「グスタヴ・ヴァサ」として建造され、のちにフェロー諸島へのフェリー「ノローナ」として運航されたのちにGBAが購入した。
チリの海岸で座礁した「ロゴス」、当船と代替で引退した「ロゴス2」、2009年にシンガポールに売却された「ドゥロス」に続き、GBAが保有する4隻目の船である。
5年以上の期間をかけて完全に改装された。
乗組員・スタッフは約45か国から集まったボランティアで、GBAに所属し、2年間船上で生活する。

## 航海
一般的に2週間寄港し、世界各地の港から港へと1年中続けて航海する。GBAのウェブサイトで寄港地が示されている。
洋上書店として児童書・専門書など約50万冊の本を積む。各寄港地では本を販売するほか、イベントなどを実施している。

## 歴史
1973年にスウェーデンのマルメとドイツのトラフェミュンデを結ぶカーフェリー「グスタヴ・ヴァサ」として就航し、10年間運航された。1983年4月にフェロー諸島のフェリー会社である Smyril Line 社に売却され、「ノローナ」と改称された。毎年夏にはフェロー諸島の中心都市トースハウンからシェトランド諸島のラーウィック、ノルウェーのベルゲン、デンマークのハンストホルム、アイスランドのセイジスフィヨルズルに運航し、冬には他社のオーバーホールの日程をカバーするため貸し出された。Smyril Line 社が2003年に新しい「ノローナ」を導入すると、この古い船は「ノローナ1」となり、売りに出された。審議、点検、祈りのあと、現在の所有者であるGBAが2004年3月に購入した。